# Orchis permixta
Orchis permixta är en orkidéart som beskrevs av Sóo. Orchis permixta ingår i släktet nycklar, och familjen orkidéer.
Artens utbredningsområde är Krym. Inga underarter finns listade i Catalogue of Life.